# Laguna de Negrillos (kommunhuvudort)
Laguna de Negrillos är en kommunhuvudort i Spanien.   Den ligger i provinsen Provincia de León och regionen Kastilien och Leon, i den nordvästra delen av landet, 260 km nordväst om huvudstaden Madrid. Laguna de Negrillos ligger 782 meter över havet och antalet invånare är 1 340.
Terrängen runt Laguna de Negrillos är platt. Runt Laguna de Negrillos är det glesbefolkat, med 14 invånare per kvadratkilometer. Närmaste större samhälle är Valencia de Don Juan, 13,3 km nordost om Laguna de Negrillos. Trakten runt Laguna de Negrillos består till största delen av jordbruksmark.